# São Filipe Airport
São Filipe Airport (portugisiska: Aeródromo de São Filipe) är en flygplats i Kap Verde.   Den ligger i kommunen São Filipe, i den södra delen av landet, 100 km väster om huvudstaden Praia. São Filipe Airport ligger 169 meter över havet. Den ligger på ön Fogo Island.
Terrängen runt São Filipe Airport är varierad. Havet är nära São Filipe Airport åt sydväst. Runt São Filipe Airport är det ganska tätbefolkat, med 80 invånare per kvadratkilometer.. Närmaste större samhälle är Saint Philip, 2,1 km nordväst om São Filipe Airport. 
Omgivningarna runt São Filipe Airport är en mosaik av jordbruksmark och naturlig växtlighet.